# Limbonic Art
Limbonic Art este o formație de black metal din Sandefjord, Norvegia, fondată în anul 1993. 

## Discografie
Albume de studio
- Moon in the Scorpio (1996)
- In Abhorrence Dementia (1997)
- Epitome of Illusions (1998)
- Ad Noctum - Dynasty of Death (1999)
- The Ultimate Death Worship (2002)
- Legacy of Evil (2007)
- Phantasmagoria (2010)
- Spectre Abysm (2017)

Albume demo
- Promo Rehearsal '95 (1995)
- Promo 1996 (1996)

Compilații
- Chronicles of Limbo (2000)
- Volume I-IV (2001)
- 1995-1996 (2009)
- 1996 (2010)